# Roberto Cozzi
Roberto Cozzi (Milano, 23 febbraio 1893 – Monte Valbella, 29 giugno 1918) è stato un militare italiano. Eroe di guerra, morì nella battaglia dei Tre Monti. Gli fu conferita la medaglia d'oro al valor militare alla memoria. Le sue spoglie sono conservate presso il Sacrario Militare di Asiago.

## Biografia
Roberto Cozzi si formò come operaio nella scuola dell'orfanotrofio dei Martinitt di Milano.
A seguito degli eventi bellici, fu arruolato nell'esercito italiano per combattere nella prima guerra mondiale. Fu un soldato di fanteria del nono reggimento della brigata "Regina".
Morì prendendo parte alla battaglia dei Tre Monti sferrata dalle forze italiane contro l'esercito austro-ungarico alla fine del giugno 1918. L'operazione fu la prima vittoriosa offensiva dell'esercito italiano dopo la sconfitta di Caporetto.
Il 23 marzo 1919 gli venne conferita la medaglia d'oro al valor militare alla memoria.
Nel febbraio 1926, il Consiglio Comunale di Milano deliberò di intitolare una via al nome di ogni Medaglia d'Oro e Roberto Cozzi fu ovviamente compreso.
L'Associazione ex Martinitt "Ordine e Lavoro", venendo a conoscenza della delibera meneghina, insieme alla madre di Roberto Cozzi si espresse affinché la via intitolata a Roberto Cozzi fosse destinata nelle adiacenze dell'Orfanotrofio Maschile "I Martinitt"; tuttavia non fecero in tempo, in quanto la via fu assegnata nel quartiere di Greco.
Il 19 febbraio 1926, la madre di Cozzi, Francesca Mendressi, scriveva agli ex Martinitt:
Io sottoscritta Mendressi Francesca ved. Cozzi, madre di Roberto Cozzi (Medaglia d' Oro), aderisco con piacere alla proposta della Ordine e Lavoro perché la via che dovrà essere intitolata al nome di mio figlio sia posta nelle vicinanze del Collegio dei Martinitt.»
Le sue spoglie, assieme a quelle di altri undici medaglie d'oro al valor militare, sono conservate al Sacrario Militare di Asiago, ove giacciono i resti di altri 54.286 caduti italiani ed austro-ungarici della prima guerra mondiale e tre della seconda guerra mondiale.
A lui è anche dedicata la storica piscina Roberto Cozzi, sita in viale Tunisia a Milano.